# Amín Hárít
Amín Hárít (Pontoise, 1997. június 18. –) francia születésű marokkói válogatott labdarúgó, a Marseille középpályása.

## Pályafutása

### Klubcsapatokban
Hárít a franciaországi Pontoise városában született. Az ifjúsági pályafutását az Argenteuil, az Espérance Paris 19ème, a PSG és a Red Star csapatában kezdte, majd a Nantes akadémiájánál folytatta.
2016-ban mutatkozott be a Nantes első osztályban szereplő felnőtt keretében. 2017-ben a német első osztályban érdekelt Schalke 04-hez igazolt. Először a 2017. augusztus 19-ei, RB Leipzig ellen 2–0-ra megnyert mérkőzésen lépett pályára. Első gólját 2017. november 25-én, a Borussia Dortmund ellen idegenben 4–4-es döntetlennel zárult találkozón szerezte meg. 2021 és 2023 között a francia Marseille csapatát erősítette kölcsönben. A lehetőséggel élve, 2023. július 1-jén a Marseille-hez szerződött.

### A válogatottban
Hárít az U18-as, az U19-es, az U20-as és az U21-es korosztályú válogatottakban is képviselte Franciaországot.
2017-ben debütált a marokkói válogatottban. Először a 2017. október 7-ei, Gabon ellen 3–0-ra megnyert mérkőzés 89. percében, Nordin Amrabatot váltva lépett pályára. Első gólját 2023. október 17-én, Libéria ellen 3–0-ra megnyert afrikai nemzetek kupája-selejtezőn szerezte meg.

## Statisztikák
2024. augusztus 25. szerint
| Klub       | Szezon   | Osztály    | Bajnokság | Bajnokság | Kupa  | Kupa | Nemzetközi | Nemzetközi | Összesen | Összesen |
| Klub       | Szezon   | Osztály    | Meccs     | Gól       | Meccs | Gól  | Meccs      | Gól        | Meccs    | Gól      |
| ---------- | -------- | ---------- | --------- | --------- | ----- | ---- | ---------- | ---------- | -------- | -------- |
| Nantes     | 2016–17  | Ligue 1    | 30        | 1         | 4     | 0    | —          | —          | 34       | 1        |
| Schalke 04 | 2017–18  | Bundesliga | 31        | 3         | 4     | 0    | —          | —          | 35       | 3        |
| Schalke 04 | 2018–19  | Bundesliga | 18        | 1         | 2     | 0    | 5          | 0          | 25       | 1        |
| Schalke 04 | 2019–20  | Bundesliga | 25        | 6         | 3     | 1    | —          | —          | 28       | 7        |
| Schalke 04 | 2020–21  | Bundesliga | 28        | 2         | 3     | 0    | —          | —          | 31       | 2        |
| Marseille  | 2021–22  | Ligue 1    | 23        | 4         | 2     | 1    | 9          | 0          | 34       | 5        |
| Marseille  | 2022–23  | Ligue 1    | 10        | 0         | 0     | 0    | 6          | 1          | 16       | 1        |
| Marseille  | 2023–24  | Ligue 1    | 28        | 1         | 0     | 0    | 16         | 1          | 44       | 2        |
| Marseille  | 2024–25  | Ligue 1    | 2         | 1         | 0     | 0    | 0          | 0          | 2        | 1        |
| Összesen   | Összesen | Összesen   | 195       | 19        | 18    | 2    | 36         | 2          | 249      | 23       |

### A válogatottban
| Válogatott | Év       | Pályára lépés | Gól |
| ---------- | -------- | ------------- | --- |
| Marokkó    | 2017     | 2             | 0   |
| Marokkó    | 2018     | 5             | 0   |
| Marokkó    | 2019     | 3             | 0   |
| Marokkó    | 2020     | 1             | 0   |
| Marokkó    | 2022     | 5             | 0   |
| Marokkó    | 2023     | 4             | 1   |
| Marokkó    | 2024     | 4             | 0   |
| Összesen   | Összesen | 24            | 1   |

#### Góljai a válogatottban
| # | Időpont           | Helyszín                       | Ellenfél | Gólok | Eredmény | Kiírás                                    |
| - | ----------------- | ------------------------------ | -------- | ----- | -------- | ----------------------------------------- |
| 1 | 2023. október 17. | Adrar Stadion, Agadir, Marokkó | Libéria  | 1–0   | 3–0      | 2023-as afrikai nemzetek kupája-selejtező |

## Sikerei, díjai
Francia U19-es válogatott
- U19-es labdarúgó-Európa-bajnokság
  - Győztes (1): 2016

Egyéni
- U19-es labdarúgó-Európa-bajnokság Best XI: 2016
- Bundesliga – A Szezon Újonca: 2017–18
- Az Év Fiatal Marokkói Játékosa: 2018
- Bundesliga – A Hónap Játékosa: 2019 szeptember